# Huis Overbeek
Huis Overbeek was een buitenplaats op het landgoed Overbeek aan de Hoofdstraat in Velp. Het werd rond 1640 gebouwd als het 'Scholtenhuis' door majoor Willem van Broeckhuysen. In 1661 kwam het landgoed in het bezit van de familie De Lannoy. Vanaf 1677 werd het huis 'Overbeek' genoemd. In 1706 kwam het in eigendom van Lubbert van Eck, die getrouwd was met Jeanette de Lannoy. Het huis brandde daarna af, maar werd herbouwd, en toen geërfd door hun zoon Samuel van Eck, en na diens dood in 1760 door een van Samuels zonen, Jacob Willem van Eck. De familie was inmiddels in financiële problemen geraakt. Een andere zoon van Samuel, Lubbert Jan van Eck, had in 1740 dienst genomen bij de VOC om het familiefortuin te herstellen. Hij had het gebracht tot gouverneur van Coromandel en daarna van Ceylon, en had daar met particuliere handel veel geld verdiend, voor hij in 1765 in Colombo overleed. Toen in 1770 het huis Overbeek opnieuw afbrandde liet Jacob Willem met Lubbert Jans erfenis door de architect Anthony Viervant een geheel nieuw landhuis bouwen, omgeven door een tuin in barokke stijl. De baroktuin werd in 1800 vervangen door een tuin in landschapsstijl met romantische elementen zoals een kluizenaarshut, theekoepels en fonteinen.
In 1900 werd het huis gekocht door de architect Willem Honig, die het landgoed opsplitste en er een villapark van maakte voor welgestelden die vanuit de stad wilden verhuizen naar een meer natuurlijke omgeving. Het park werd ontworpen door de landschapsarchitect Hugo Poortman. Een buitenplaats als Huis Overbeek was in deze tijd te duur geworden voor bewoning. Het werd aangeboden om dienst te doen als gemeentehuis of postkantoor van Velp, maar werd uiteindelijk openbaar geveild. In 1906 werd het gekocht door de bouwmaatschappij Westerkwartier uit Amsterdam, die het liet slopen. Het enige dat bewaard bleef zijn twee stenen leeuwen die wapenschilden vasthouden met een kroon erop, en oorspronkelijk op de balustrade langs de dakrand stonden. Ze staan nu op een toegangspoort van een van de villa's, aan de Overbeeklaan 16.

De poort is sinds 1970 een rijksmonument. Villapark Overbeek is sinds 2011 een beschermd dorpsgezicht.

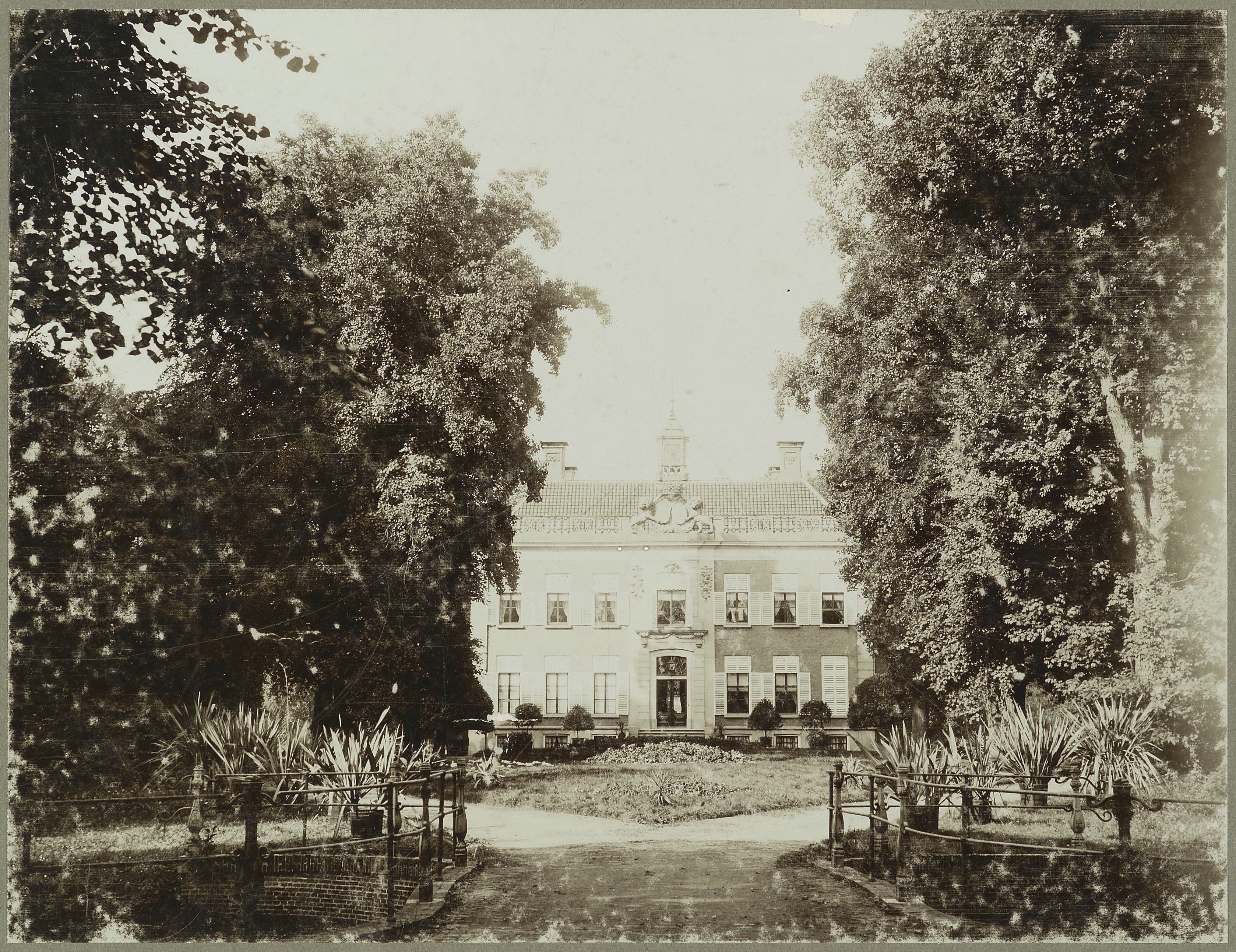
Brug naar de tuin en het Huis Overbeek
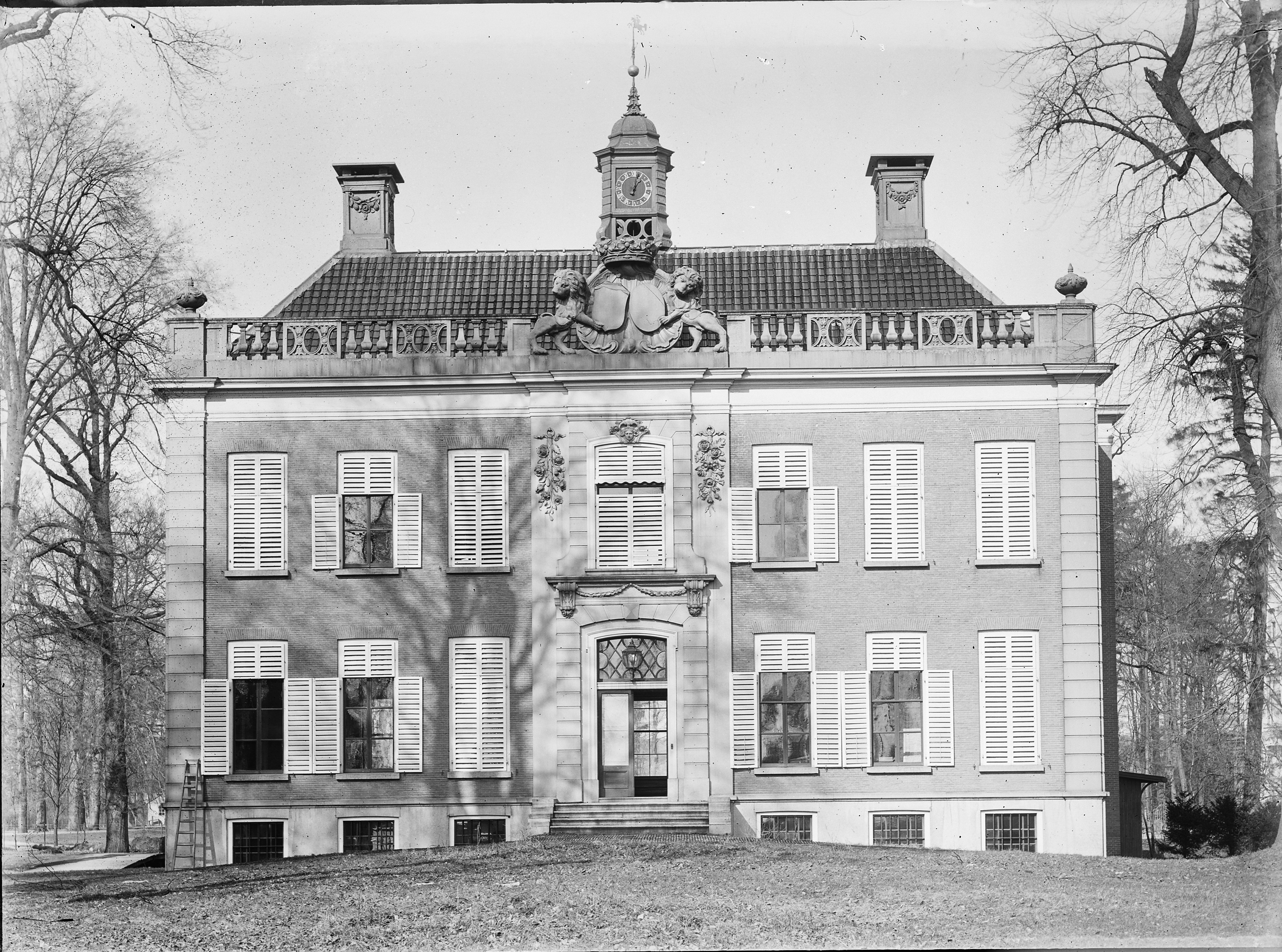
Huis Overbeek in 1906, vlak voor het gesloopt werd.
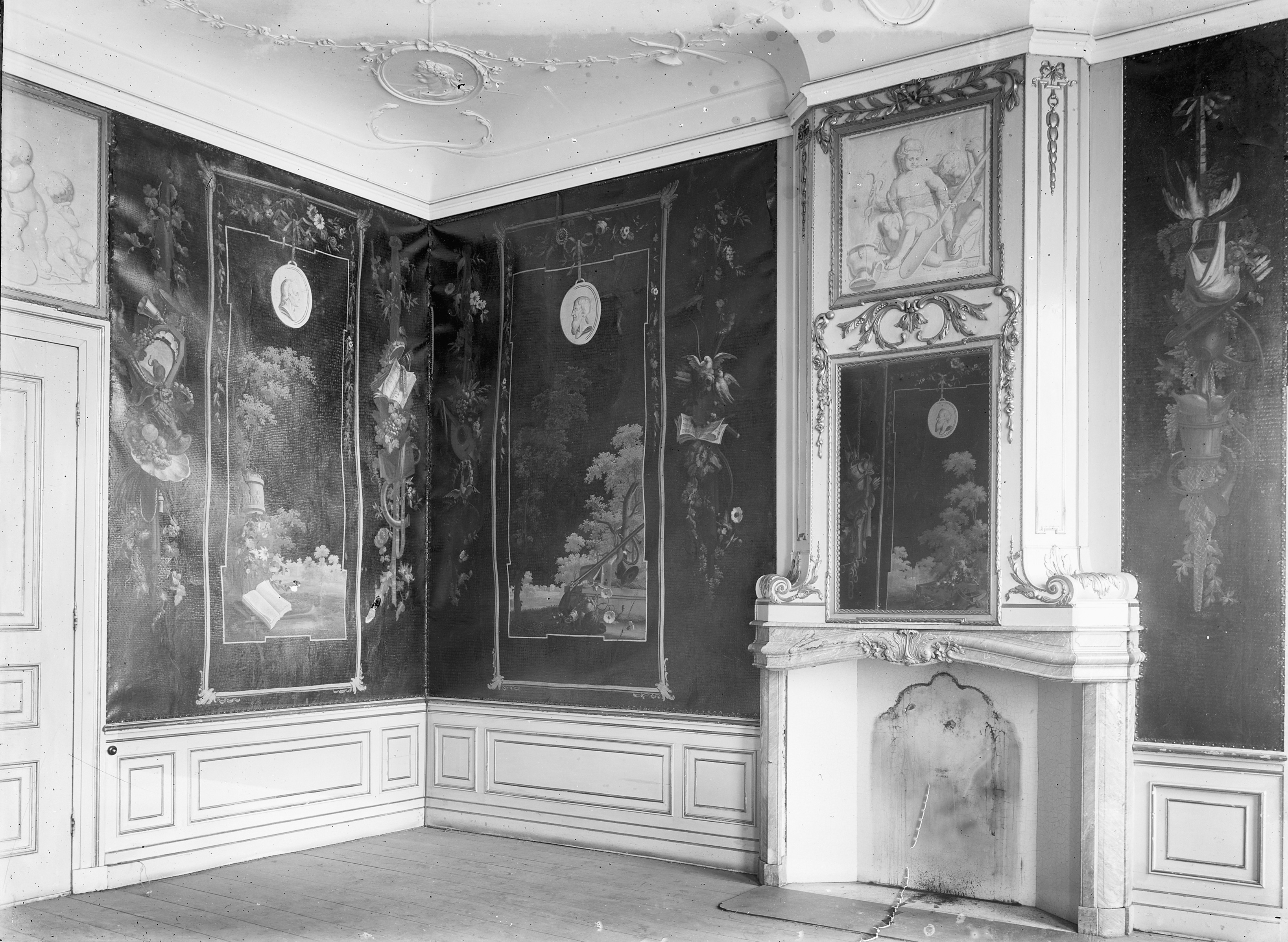
Deel van het interieur in 1906
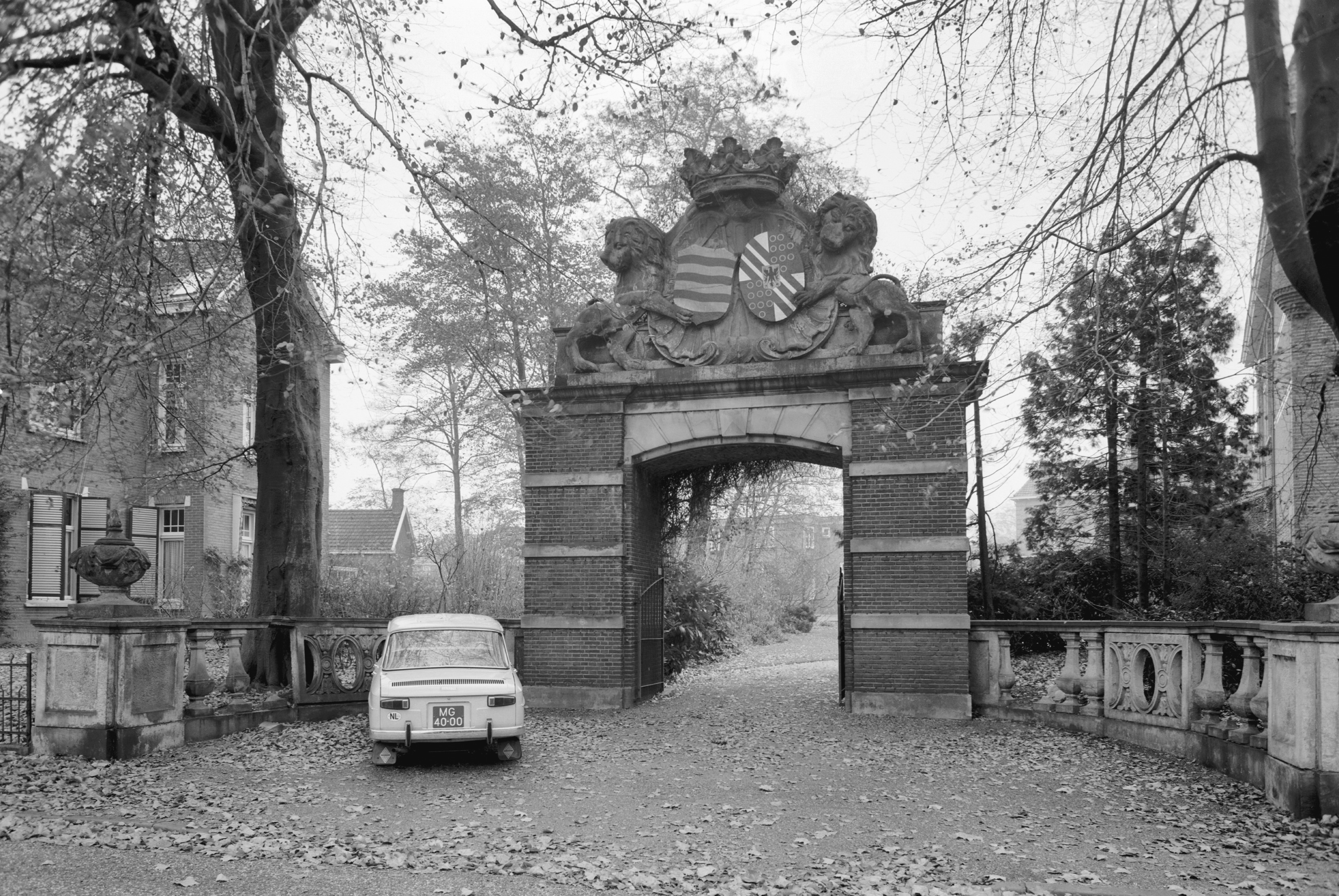
De poort in 1964
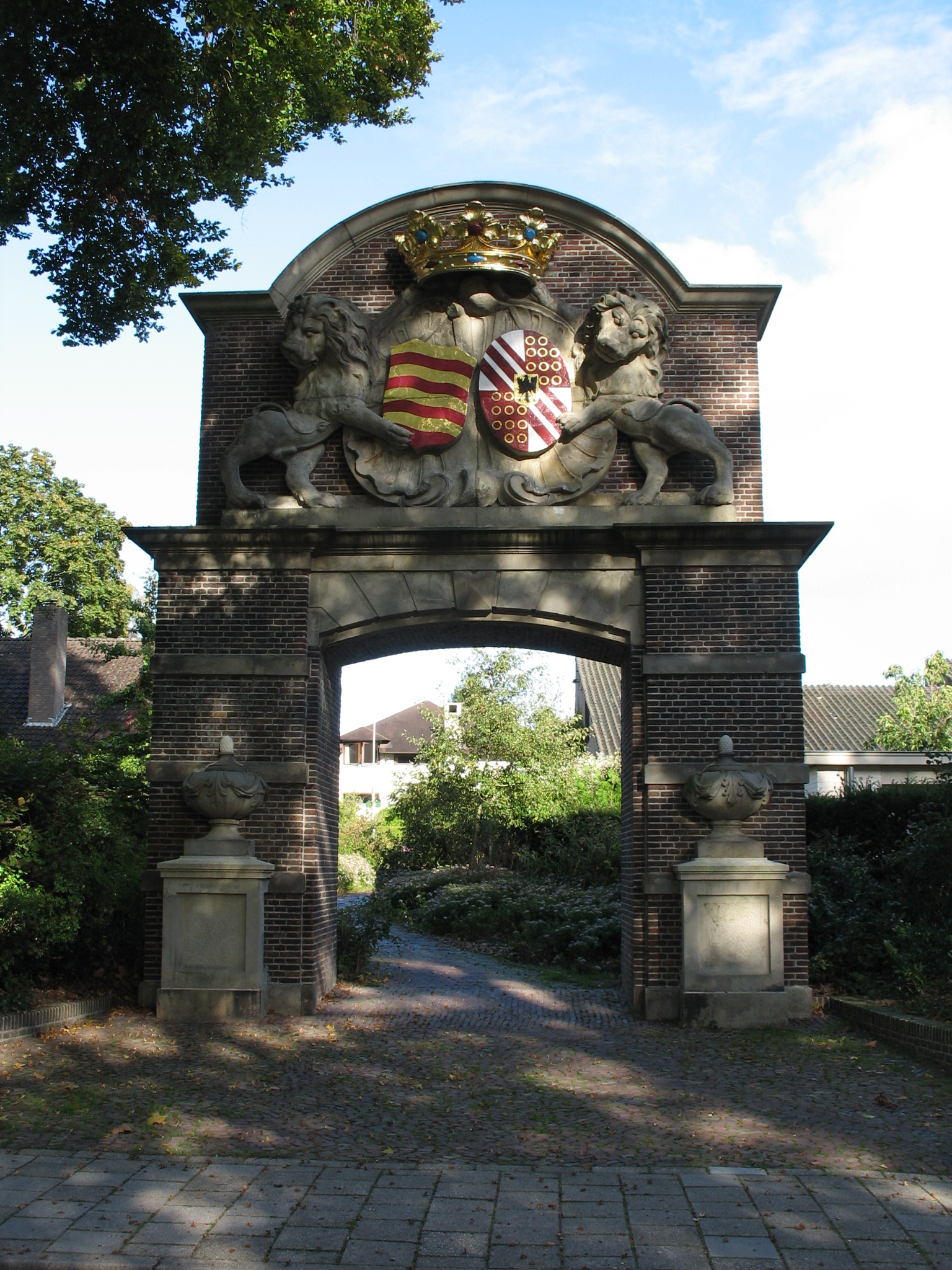
De poort in 2010